# 和久井健
和久井 健（わくい けん）は、日本の漫画家。男性。代表作は『新宿スワン』、『東京卍リベンジャーズ』、『願いのアストロ』。

## 人物
元スカウトマンという経歴を持つ。なおデビュー前週刊少年ジャンプに持ち込みしたことがある
2005年に『別冊ヤングマガジン』（講談社）掲載の「新宿ホスト」でデビューし、同年に『週刊ヤングマガジン』（同）で開始した『新宿スワン』で連載デビュー。以降同誌で作品を発表していたが、2015年に『週刊少年マガジン』（同）に移籍。同誌上において『東京卍リベンジャーズ』を2017年13号から2022年51号まで連載。

## 略歴
- 2004年 - 「ヤングマガジン新人漫画賞」（第293回＝2004年9月期）にて「新宿ホスト」が佳作を受賞[5]。同作が『別冊ヤングマガジン』2005年8号に掲載されデビュー[5]。
- 2005年 - 『週刊ヤングマガジン』同年17号より『新宿スワン』を連載開始[5]。2013年45号にて完結[8]。
- 2010年 - 『週刊ヤングマガジン』同年15号より『Abaddon』を連載開始[9]。2012年12号にて完結[10]。
- 2013年 - 『週刊ヤングマガジン』2014年4・5号より『セキセイインコ』を連載開始。2015年16号にて完結[11]。
- 2015年 - 『週刊少年マガジン』同年36・37合併号より初の少年漫画となる『デザートイーグル』を連載開始[12]。2016年25号にて完結[13]。
- 2016年 - 『週刊ヤングマガジン』1月18日発売の7号で『デザートイーグル』の出張版と題して違法警備会社（イリーガルセキュリティカンパニー）「雷音（ライオン）」の総長（社長）・獅子神黒光（シシガミ クロミツ）が主人公・鷲尾一期（ワシオ イチゴ）を拾う前のエピソード「番外編 JUSTICE」を掲載。
- 2017年 - 『週刊少年マガジン』3月1日発売の13号より『東京リベンジャーズ』を連載開始[6]。2022年51号にて完結[7]。
- 2024年 - 『週刊少年ジャンプ』4月29日発売の20号より『願いのアストロ』を連載開始[14]。2025年21号で完結[15]。

## 作品リスト

### 連載
- 新宿スワン（『週刊ヤングマガジン』2005年17号[5] - 2013年45号）
- Abaddon（『週刊ヤングマガジン』2010年15号 - 2012年12号[10]）
- セキセイインコ（『週刊ヤングマガジン』2014年4・5号 - 2015年16号）
- デザートイーグル（『週刊少年マガジン』2015年36・37合併号 - 2016年25号）
- 東京卍リベンジャーズ（『週刊少年マガジン』2017年13号 - 2022年51号）
- 願いのアストロ（『週刊少年ジャンプ』2024年20号 - 2025年21号）

### 読み切り
- 新宿ホスト（『別冊ヤングマガジン』2005年8号[5]） - デビュー作。
- 疾風伝説 ぶっこみの龍彦（『月刊ヤングマガジン』2011年4月号） - 『疾風伝説 特攻の拓 外伝 〜Early Day’s〜』トリビュート企画「ぶっこみのあつし&健&ミサワ」参加作品。

### 書籍
- 『新宿スワン』、講談社〈ヤンマガKCスペシャル〉2005年 - 2013年、全38巻
- 『Abaddon』、講談社〈ヤンマガKCスペシャル〉2010年 - 2012年、全2巻
  1. 2010年7月23日発売[16]、ISBN 978-4-06-361917-1
  2. 2012年2月23日発売[17]、ISBN 978-4-06-382140-6
- 『セキセイインコ』、講談社〈ヤンマガKCスペシャル〉2014年 - 2015年、全5巻
  1. 2014年4月4日発売[18]、ISBN 978-4-06-382457-5
  2. 2014年7月4日発売[19]、ISBN 978-4-06-382491-9
  3. 2014年10月6日発売[20]、ISBN 978-4-06-382521-3
  4. 2015年2月6日発売[21]、ISBN 978-4-06-382551-0
  5. 2015年5月22日発売[22]、ISBN 978-4-06-382611-1
- 『デザートイーグル』、講談社〈講談社コミックス〉2015年 - 2016年、全5巻
  1. 2015年11月17日発売[23]、ISBN 978-4-06-395532-3
  2. 2016年1月15日発売[24]、ISBN 978-4-06-395587-3
  3. 2016年3月17日発売[25]、ISBN 978-4-06-395616-0
  4. 2016年5月17日発売[26]、ISBN 978-4-06-395669-6
  5. 2016年7月15日発売[27]、ISBN 978-4-06-395710-5
- 『東京卍リベンジャーズ』、講談社〈講談社コミックス〉2017年 - 2023年、全31巻
  - （フルカラー版）『極彩色 東京卍リベンジャーズ Brilliant Full Color Edition』、講談社〈KCデラックス〉2023年 - 2024年、全31巻
- 『願いのアストロ』、集英社〈ジャンプ コミックス〉2024年 - 2025年、全6巻